# ラヂウス
ラヂウスは山梨放送（YBSラジオ）で2006年4月1日にスタートした土曜日の音楽情報エンターテイメント。放送時間は毎週土曜日11:00 - 14:50。
番組名のラヂウスとはラジオの語源となった言葉である。

## コーナー一覧

### NEWS気になるランキング
11:15頃放送。一週間のニュースをランキング形式で解説する。

### スコーパー情報
11:20頃と13:30頃放送。山梨県内のイベント会場からスコーパーキャスターが伝える。

### ラヂウスMUSICランキング
11:40頃放送。

### ガゼッタデロRADIUS
12:15頃放送。ヴァンフォーレ甲府の最新情報を伝える。週末に行われる試合のポイントについて、内田一夫監督のインタビューを交えながら詳しく伝える。

### ラヂウスMOVIEランキング
12:30頃放送。

### BOOKSランキング
13:15頃放送。

### エコぽえむ
13:40頃放送。

### Vitage year
14:10頃放送。

### パチンコ探偵明智出五郎のユーガッタチャンス
14:20頃放送。パチンコKOKUSAIの最新情報を伝えるほか、明智出五郎扮する酒井康宜が、リスナー向けのプレゼントをパチンコKOKUSAIのパチンコを体験してもらってくる。
なお、プレゼントの内容はパチンコの結果によって変わってくる。

### HARUKIYA TeaTime Music
14:40頃放送。このコーナーで紹介された曲をリクエストしたリスナーには、春木屋のお茶がプレゼントされる。

### YBS道路交通情報
11:50頃、12:53頃、13:50頃の3回放送。山梨県内の幹線道路や中央自動車道、東名高速道路の情報も伝える。
なお、他の時間の交通情報と違うところは、首都高速道路4号新宿線と3号渋谷線の情報も伝えている。

### YBSラジオニュースと天気予報
11:54頃、13:53頃の2回放送。

## 投稿時のルール（2009年3月まで）
この番組では投稿時に番組特有のルールがあるため紹介する。
この番組に投稿する場合はラジオネームの後に括弧を書きその中に浅川派もしくは酒井派と書くことになっている。
基本的に浅川派は浅川アナが、酒井派は酒井アナが読み上げる。
このルールで投稿を受け付けたところ圧倒的に浅川派の投稿が多かったらしい。このことを初回放送時に公表したため本来は浅川派であるリスナーが投稿を読まれたいがために酒井派として投稿するという現象が初回放送時から発生した。

## 出演者

### パーソナリティー
- 塩沢未佳子
- 酒井康宜（YBSアナウンサー）

過去の出演者
- 浅川初美（YBSアナウンサー）（2009年3月まで）

## 備考・その他
- 初回放送で酒井アナは『枝垂桜』(しだれざくら)を『えだだれざくら』と読んだ。これが原因で他の出演番組でもリスナーに突っ込まれることとなった。酒井アナが担当しているふぁん☆タメ番審ランキングでそのことを紹介したため、そのポッドキャスティングで配信され状況を確認することが出来る。
- この番組を担当している浅川アナと酒井アナは2006年3月までYBSの看板番組を担当していた。特に浅川アナは歌のない歌謡曲(7:00~)、くちこみアルキメデス(9:00~)といった朝の番組を担当していたため、ラヂウス開始当初は挨拶で「おはようございます」といってしまうことがあった。
- 2006年7月29日放送分のエンディングには番組宣伝のためにともちゃん家の5時からともちゃんと富田智美(YBSアナウンサー)が登場した。